# Березовський Євген Володимирович
Євге́н Володи́мирович Березо́вський (1962—1993) — радянський гравець у хокей з м'ячем.

## Кар'єра
Вихованець біробіджанського хокею з м'ячем. Перший тренер — В. Коротков («Дальсельмаш»).
З 1983 року виступав у складі хабаровського СКА. У 194 іграх забив 198 м'ячів.
У складі збірної СРСР провів 3 гри.
Майстер спорту СРСР.
Пропав безвісти в 1993 році.

## Досягнення
Володар Кубка СРСР — 1988.
 Срібний призер чемпіонатів СРСР — 1986, 1989
 Бронзовий призер чемпіонатів СРСР — 1984, 1985, 1988
У 1988 році включений в список кращих гравців країни.